# 弗吉尼亚州诺福克二百周年半美元
弗吉尼亚州诺福克二百周年半美元（英語：Norfolk, Virginia, Bicentennial half dollar）是美国铸币局1937年生产的50美分纪念币，由威廉·马克斯·辛普森和马乔里·埃默里·辛普森夫妇设计，旨在纪念弗吉尼亚州诺福克成为皇家自治市两百周年和独立市一百周年。
弗吉尼亚州联邦参议员卡特·格拉斯向国会递交法案建议授权发行半美元纪念币，但国会委员会修改法案，改为授权发行纪念奖章。格拉斯和在众议院递交法案的押沙龙·威利斯·罗伯逊对此一无所知，依然引导法案顺利通过。诺福克发行商坚持要求授权纪念币，最终修正后的法案于1937年6月在国会通过。
法案要求纪念币标刻年份1936，所以在正反两面共标识的五个年份里没有铸造年份1937。半美元面世时周年纪念活动已经结束，销售进展不及预期，最终有近三分之一退回铸币局熔毁。纪念币背面的礼仪权杖杖头是英国皇冠，诺福克半美元由此成为唯一刻有英国皇冠的美国硬币。

## 背景
诺福克是弗吉尼亚州独立市，现今该市的大部分地区都源自1636年英国国王查理一世发给亚当·索拉古德的特许状。索拉古德生于英国诺福克郡，曾是契约佣工，发迹后当上弗吉尼亚殖民地平民院议员。他一共招募105人在此生活，并以故乡为自己的土地命名。还有一些赐予威洛比家族的土地之后成为诺福克闹市区。1736年，诺福克凭借乔治二世颁布的宪章成为皇家自治市。1753年，弗吉尼亚殖民地副总督罗伯特·丁威迪（Robert Dinwiddie）将一支礼仪权杖当作礼物送给诺福克，该市由此成为全美唯一在英国殖民地时代就拥有礼仪权杖的城市。诺福克在美国独立战争期间几乎被完全摧毁，不过1790年时依然是和纽约不相伯仲的大型港口城市。诺福克的地位在19世纪显著下滑，但至今仍是美国大型海军基地所在。
20世纪30年代时，美国纪念币尚不经政府销售，而是国会授权某个机构独家拥有以面值从美国铸币局买下硬币，然后自行决定是否加价向公众转售的权力。以诺福克半美元为例，获国会授权的机构是隶属诺福克商会的诺福克广告牌公司。

## 立法
1936年5月20日，弗吉尼亚州联邦参议员卡特·格拉斯（Carter Glass）向参议院递交法案，建议授权发行弗吉尼亚州诺福克二百周年半美元，法案随即转银行和货币委员会审核。6月20日，科罗拉多州议员阿尔瓦·布兰查德·亚当斯（Alva B. Adams）代表委员会回报参议院，建议把纪念币改为纪念奖章。委员会报告中附有1935年富兰克林·德拉诺·罗斯福总统写的信，信中批评国会已经授权发行太多仅对地方有意义的纪念币，建议以后改为授权纪念奖章。
1936年6月20日是本届国会的最后一天，国会非常忙碌。亚当斯回报后，格拉斯提请参议院马上审核，但宾夕法尼亚州议员约瑟夫·芬奇·古菲（Joseph Guffey）反对，要求参议院遵循常规审核流程。格拉斯当天告知参议院，古菲参议员已经表明他不再反对，然后再度提请议会审议法案。法案接下来顺利通过，没有议员提出问题或异议，不过法案标题由硬币改为奖章。
法案当天就转呈联邦众议院，弗吉尼亚州议员押沙龙·威利斯·罗伯逊（Absalom W. Robertson）动议众议院通过法案授权发行奖章，但后来面对宾夕法尼亚州议员罗伯特·弗莱明·里奇（Robert F. Rich）的提问时又称法案授权发行“银币”。法案最终顺利通过，没有议员提问，再于当月28日经罗斯福总统签字成为法律正式生效。弗吉尼亚州议员最初递交法案是希望能获得授权，发行拥有法定货币地位的硬币，这个时代的收藏爱好者大多也只会收藏这类硬币，纪念奖章没有市场，所以根本就没制作。诺福克广告牌公司起初希望法案授权对硬币同样有效，但事实并非如此。公司总裁富兰克林··都灵（Franklin E. Turin）对此非常不满，他在8月5日接受《诺福克电讯记事报》采访时“揭开笼罩在谈判上的神秘面纱”，对一切“直言不讳”。都灵认为现在这种局面完全是罗斯福总统导致，称格拉斯参议员和罗伯逊众议员都没有意识到法案已经修改，格拉斯则承诺会再次把议题呈交国会。
1937年1月6日，格拉斯再度向国会递交法案（“. 4”）。1月16日，亚当斯代表银行和货币委员会回报参议院，建议加入其他纪念币授权法案大多附有的条款，即明确规定联邦政府不承担铸币金属模开支。1月19日，参议院通过修改后的法案，无人反对。法案移送众议院后转交铸币与度量衡委员会审议，该委员会于5月26日回报议会建议将授权发行量从两万增至2.5万后通过。报告中还提请议会记得去年那起“不幸的错误”，称报告中的肯定意见其实是想要弥补一年前的失误。6月21日，众议院通过修改后的法案，无人提出问题或异议。法案经过众议院修订，所以参议院需重新审核。6月22日，参议院接受格拉斯的动议通过法案。28日，经罗斯福总统签字，授权发行2.5万枚半美元纪念币的法案成为法律正式生效。

## 准备
诺福克广告牌公司起初预计纪念币授权法案会在国会顺利通过，所以早在1936年就聘请威廉·马克斯·辛普森（William Marks Simpson）和马乔里·埃默里·辛普森（Marjory Emory Simpson）夫妇设计硬币。9月26日，威廉·辛普森将石膏模型递交美国美术委员会。根据沃伦·盖玛利尔·哈定总统1921年签署的行政命令，该委员会负责为包括硬币在内的各种公共美术品提供设计建议。委员会委员、雕塑家李·劳列（Lee Lawrie）对设计方案整体满意，但还是提出几项建议。例如模型上的权杖几乎已经碰到（“美元”）中的字母，所以建议缩短。此外他还建议多多关注图案中的铭文。委员会主席查尔斯·摩尔（Charles Moore）于9月29日致信威廉·辛普森转达劳列的意见，不过国会此时尚未通过纪念币授权法案，所以委员会也没有正式表态认可设计。
1937年6月国会通过法案后，辛普森夫妇将石膏模型微调，把权杖尾端对准（“半”）和（“美元”）之间的空白，另外正面也有少许调整，然后于1937年8月10日把照片发往美术委员会，委员会于8月14日正式批准。

## 设计
半美元正面是诺福克市徽，显示帆船在水中航行，下面有一个犁和三捆小麦。主体图案周围有拉丁语（“愿你繁荣昌盛”）和（“陆地和大海都是你的财富”）环绕。上述铭文的外面还有两圈文字，描述诺福克从皇家自治市到独立市的变迁过程，最下方是法案要求刻上的年份“1936”（但硬币实际上是在1937年铸造）。纪念币背面是诺福克礼仪权杖，土地特许状的颁布年份“1636”被权杖隔开，左边是“16”，右边是“36”，而且“16”的左侧和“36”的右侧还有山茱萸的小枝装点。杖头两侧有解释“1636”的文字（“弗吉尼亚（殖民地）诺福克土地特许状”），最外围还有国名（“美利坚合众国”）和面值（“半美元”）环绕，同时背面还刻有当时法律规定硬币上必须刻有的三句格言：（“我们信仰上帝”）、（“合众为一”）和（“自由”）。此外，背面右下角还有设计师夫妇两人的姓名首字母缩写。硬币两面共标有五个年份，但其中没有出产年份“1937”。
昆汀·戴维·鲍尔斯（Q. David Bowers）批评诺福克半美元正面设计“在有史以来所有纪念币中最为杂乱无章”。美术史学家科尼利厄斯·弗缪尔（Cornelius Vermeule）在1971年出版的美国钱币和奖章主题著作中也认为诺福克半美元在所有纪念币中表现较差，但在字母间隔、表面浇铸方面还是有可取之处，同时建模时采用高浮雕尽量保持设计细节的做法也值得称道。在他看来，这款纪念币“整体而言更像金石学文献，而非形象艺术”。弗缪尔还指出，考虑到硬币是由夫妻两人设计，这“充分证明两个脑袋不见得比一个好”。

## 铸造、发行和收藏
1937年9月，费城铸币局共生产2万5013枚诺福克半美元，其中13枚留待来年美国化验委员会的年度检测。发行商起初以1.5美元单价发售，每人最多能买20枚，之后又取消数量限制以便向钱币经销商批发。纪念币的发行引来一些争议，有些人认为背面的仪式权杖不合适，因为杖头是不应该出现在美国硬币上的英国皇冠，还有些人认为二百周年应该是1936年，此时已经是1937年。都灵在宣传广告中给出两个问题的回答，权杖只是历史纪念物品，而且纪念币原订是在1936年发行，只是因为法案出了问题才导致这种局面。硬币销售进展不及预期，都灵为了推广而在1938年把大量纪念币邮寄给收藏爱好者。不过，最终还是有5000枚半美元在1938年退回费城铸币局熔毁，之后又退货3077枚。批发给钱币经销商的硬币有数千枚，此后多年钱币市场上依然有大批量销售。
1940年，成色达到未流通标准的诺福克半美元零售价约为1.5美元，此后就逐渐升值，1955年已涨至18美元，1975年达到170美元。根据理查德·约曼（Richard S. Yeoman）2018年豪华版的《美国钱币指南手册》（A Guide Book of United States Coins），如今这款纪念币视成色而定，价值在310至380美元范围。2008年，一枚成色根据谢尔顿硬币分级标准判定基本完美的样币经拍卖以2760美元成交。

## 脚注
1. ↑  Flynn，第134頁.
2. ↑  Slabaugh，第141頁.
3. ↑  Slabaugh，第3–5頁.
4. ↑  Flynn，第357頁.
5. ↑  original bill.
6. ↑  nature change.
7. 1 2 3 4  numismatist.
8. 1 2  house report.
9. ↑   (报告) 82: 10345. 1936-06-20.
10. ↑   (报告) 82: 10504. 1936-06-20.
11. ↑   (报告) 82: 10509. 1936-06-20.
12. 1 2   (报告) 82: 10680. 1936-06-20.
13. ↑  Swiatek & Breen，第173頁.
14. 1 2  Bowers，第173頁.
15. 1 2  leghist.
16. 1 2  senatepass.
17. ↑   (报告) 83: 298. 1937-01-19.
18. ↑   (报告) 83: 6060. 1937-06-21.
19. ↑   (报告) 83: 6116. 1937-06-22.
20. ↑  Flynn，第133頁.
21. ↑  Taxay，第242頁.
22. ↑  Taxay，第v–vi頁.
23. ↑  Taxay，第242–244頁.
24. ↑  Taxay，第243–244頁.
25. 1 2  Bowers，第380頁.
26. ↑  Swiatek，第357–358頁.
27. 1 2  Yeoman，第1091頁.
28. 1 2 3  Vermeule，第202頁.
29. ↑  Swiatek & Breen，第174頁.
30. ↑  Bowers，第380–382頁.
31. ↑  Bowers，第383頁.
32. ↑  Flynn，第135頁.